# Font de la plaça del Repartidor
La font de la plaça del Repartidor és un monument protegit com a Bé Cultural d'Interès Local del municipi de l'Hospitalet de Llobregat (Barcelonès). Aquesta font és el centre de distribució d'aigua de boca a set fonts públiques de l'Hospitalet.

## Descripció
És una font amb forma de torre prismàtica. Està feta de totxo arrebossat combinat amb totxo a la vista. És simètrica als quatre costats: quatre aixetes i quatre piques; quatre fanals amb globus de gas; quatre finestres d'arc de mig punt realitzades amb totxo vist que emmarquen persianes fixes de llistonets de fusta pintada per a la ventilació interior. Aquests elements es troben a cadascun dels costats. Sota la coberta a quatre vessants realitzada en ceràmica policromada que imita pissarra hi ha una línia d'arquets cecs de mig punt de totxo vist, d'inspiració neoromànica.

## Història
Durant el segle xix la població de l'Hospitalet va multiplicar per cinc el nombre d'habitants i la xarxa pública de subministrament d'aigua, consistent en dues fonts, sense distribució a domicili, va resultar insuficient.
Segons el Nomenclàtor de l'Hospitalet
| « | L'origen d'aquest repartidor es remunta a l'any 1730, quan Josep Cortada encarregà al mestre d'obres Josep Tarafa la construcció d'una canonada per a la conducció de l'aigua provinent de la font de Mas Cunill a través del torrent Cervera fins al safareig del clos de la seva finca i també un pou dins d'una caseta amb dues portes. Una d'elles donaria aigua, quatre anys després, a l'única font del poble. | » |

L'any 1867 es va construir aquesta font i el lloc, urbanitzat com a plaça, va ser anomenat Repartidor. Des d'aquesta font es distribuïen les aigües que procedien d'una mina d'Esplugues que havia canalitzat el baró de Maldà fins a la seva propietat, Can Xerricó. Des d'aquí es repartia l'aigua a cinc fonts de la ciutat.
L'any 1927, amb motiu de la visita de la reina Victòria per inaugurar l'edifici de Correus, el Repartidor es va restaurar, s'hi van afegir els brolls de la font i els fanals i s'hi va donar l'aspecte actual.